# Llei de reparació jurídica de les víctimes del franquisme
La Llei de reparació jurídica de les víctimes del franquisme és una llei que declara la il·legalitat dels tribunals i consells de guerra de la dictadura franquista i en conseqüència la nul·litat de ple dret de totes les seves sentències i resolucions dictades per causes polítiques a Catalunya entre el 1938 i 1978.
Va ser aprovada per unanimitat pel Ple del Parlament de Catalunya el 29 de juny de 2017 amb 129 vots a favor, cap en contra i cap abstenció. Fou promulgada el 4 de juliol de 2017 i es publicà al Diari Oficial de la Generalitat de Catalunya dos dies després.
És considerada la culminació en l'àmbit legal català de les reivindicacions mantingudes durant dècades pels represaliats del franquisme i les entitats de recuperació de la memòria històrica.

## Antecedents
La reivindicació d'una reparació jurídica de les víctimes del franquisme començà en el mateix moment de la Transició a la democràcia per part de diverses forces polítiques i socials de l'antifranquisme i sobretot amb l'aparició d'entitats i col·lectius específics com l'Associació Catalana d'Expresos Polítics del Franquisme (1975) i l'Associació Pro-Memòria als Immolats per la Llibertat a Catalunya (1976), entre d'altres. Un dels casos més visibles d'aquesta demanda és la reiterada sol·licitud d'anul·lació del consell de guerra que condemnà a mort el president Lluís Companys, adreçada en nombroses ocasions a les instàncies polítiques i judicials espanyoles, sense èxit.
Anys més tard, l'aparició de noves iniciatives com la Comissió de la Dignitat (2002) i la creació del Memorial Democràtic de Catalunya (2006) afegiren noves veus i renovades energies a la causa, en un context en què el govern socialista de José Luis Rodríguez Zapatero i la tramitació d'una nova Llei de la Memòria Històrica al Congrés espanyol feu pensar en la possibilitat d'una resolució. Finalment, emperò, la nova llei aprovada a finals d'octubre de 2007 només declarà «il·legítimes», però no il·legals, les sentències dictades pels tribunals franquistes, provocant les crítiques de moltes entitats i moviments memorialistes i a favor dels drets humans.
Per la seva banda, els cònsols generals d'Alemanya i França a Barcelona demanaren formalment excuses per haver col·laborat en l'assassinat del president Companys en un acte oficial celebrat al Palau de la Generalitat el 29 de setembre de 2008, i el 2014 el Relator Especial sobre la promoció de la veritat, la justícia, la reparació i les garanties de no repetició del Consell de Drets Humans de les Nacions Unides, Pablo de Greiff, presentà un informe en què exigia a l'Estat espanyol que jutgés els crims del franquisme i declarés nul·les les sentències dels consells sumaríssims.

## Tramitació de la llei
Davant de la situació de bloqueig a nivell estatal, el 17 de maig de 2016 els grups parlamentaris de Junts pel Sí, Catalunya Sí que es Pot i la CUP-Crida Constituent presentaren una proposició de llei en què s'afirmava que «malgrat totes les peticions fetes des de Catalunya al llarg de molts anys, cap govern de l'Estat espanyol, sigui del color polític que sigui, ha estat capaç de fer un acte similar als protagonitzats pels representants diplomàtics d'Alemanya i França acreditats a la nostra capital, [que el 2008 demanaren formalment perdó per haver participat de l'assassinat de Companys] i encara menys d'erradicar del sistema jurídic espanyol els simulacres de judicis duts a terme per motius polítics per la dictadura franquista. (...) La constant negativa de l'Estat espanyol a anul·lar els consells de guerra sumaríssims per causes polítiques duts a terme pel règim franquista, i singularment el procediment sumaríssim contra el president Companys, només es pot entendre en el context d'una democràcia feble, incapaç de reparar les persones represaliades per motius polítics».
A continuació explicitava que després de les eleccions del 27 de setembre de 2015, Catalunya havia encetat un camí constituent propi, i que «40 anys després de la mort del dictador Franco i havent comprovat que l'Estat espanyol durant aquests 40 anys no ha dut a terme actes d'estricta justícia com l'anul·lació dels consells de guerra sumaríssims duts a terme pel franquisme per motius polítics, contra el propi president de la Generalitat Lluís Companys i milers de ciutadans i ciutadanes, el Parlament de Catalunya ha d'assumir la responsabilitat que va contreure des del moment en què es van començar a produir els fets a Catalunya, durant la primera legislatura, des de l'abril de 1938 fins al 1975». La proposició també incloïa un article pel qual el Departament de Justícia hauria d'emetre a sol·licitud dels processats o dels seus familiars una certificació de la nul·litat del procediment i sentència corresponents, que finalment va decaure del text aprovat.
La tramitació parlamentària comptà amb nombroses compareixences d'experts, entre els quals l'historiador Josep Fontana, l'advocat August Gil Matamala, el catedràtic de dret processal Jordi Nieva o els representants d'entitats memorialistes Josep Cruanyes (Comissió de la Dignitat), Enric Pubill (Associació Catalana d'Expresos Polítics del Franquisme) i Pere Fortuny (Associació Pro-Memòria als Immolats per la Llibertat de Catalunya).
El dia de la seva aprovació es van desplaçar al Parlament més de dues-centes persones entre víctimes del franquisme, familiars i representants d'entitats per la memòria històrica, que van seguir el ple en directe. A la llotja hi havia els familiars de Manuel Carrasco i Formiguera, Lluís Companys i Salvador Puig i Antich. Després de la votació diputats i visitants van realitzar una gran ovació i varen cantar Els Segadors.

## Articulat

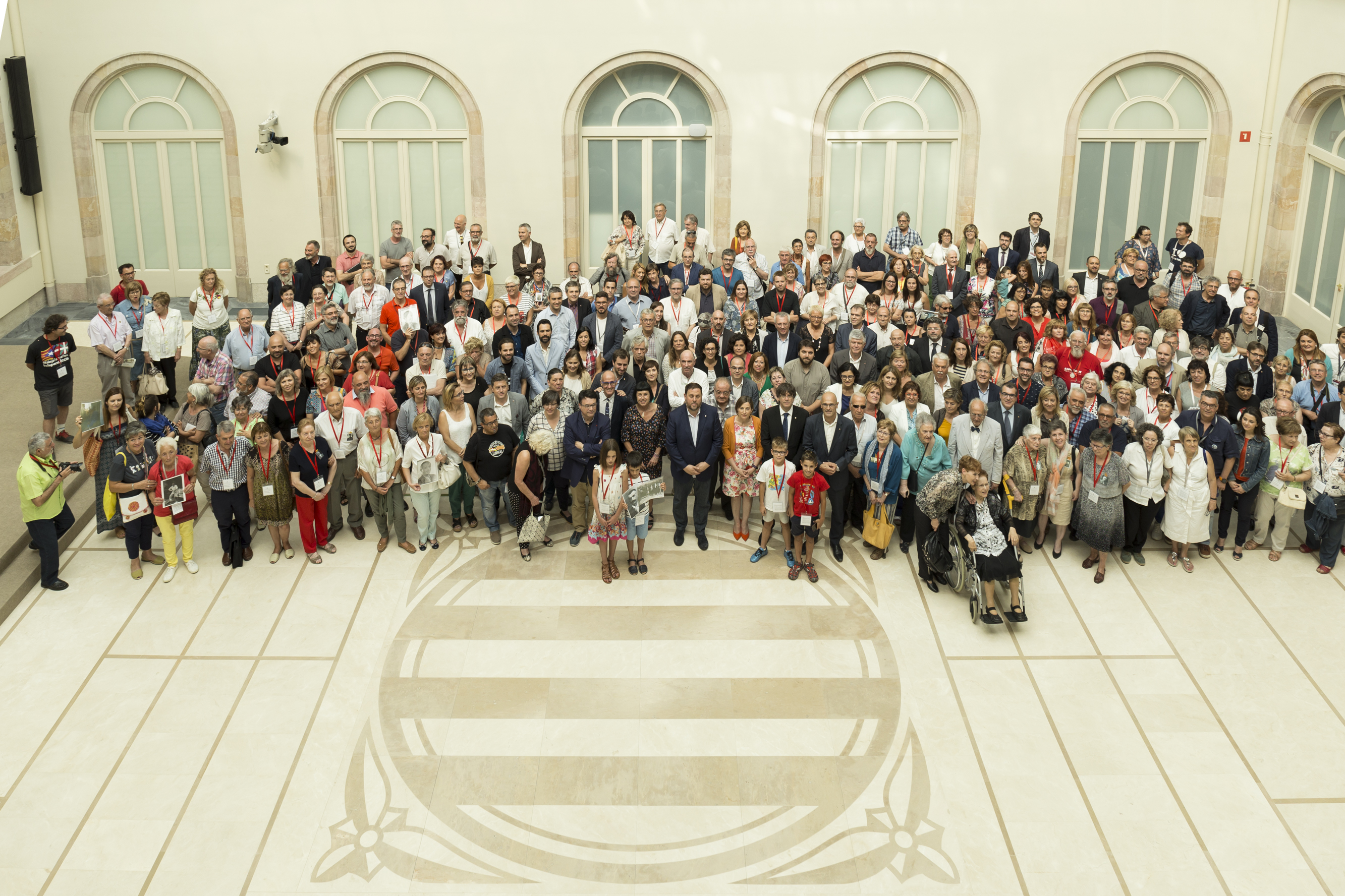
Foto de grup amb el president Puigdemont, la presidenta Forcadell, la Mesa del Parlament i diputats conjuntament amb les víctimes, familiars i entitats.

La Llei 11/2017 aprovada pel Parlament es compon d'un article únic pel qual
«es declaren il·legals els tribunals de l'Auditoria de Guerra de l'Exèrcit d'Ocupació, posteriorment anomenada Auditoria de la IV Regió Militar, que van actuar a Catalunya a partir de l'abril de 1938 fins al desembre de 1978, per ser contraris a la llei i vulnerar les més elementals exigències del dret a un judici just. I, en conseqüència, es dedueix la nul·litat de ple dret, originària o sobrevinguda, de totes les sentències i resolucions de les causes instruïdes i dels consells de guerra, dictades per causes polítiques a Catalunya pel règim franquista.»
Al Preàmbul s'hi fa constar que els procediments judicials franquistes «es poden qualificar de farsa», fet pel qual és necessari que una llei en constati i declari definitivament la nul·litat en atenció a les víctimes i llurs familiars, i s'apel·la als requeriments en aquest sentit adreçats a l'Estat espanyol per part pel Comitè de Drets Humans de les Nacions Unides.

## Llista de víctimes del franquisme
A les disposicions finals la llei autoritza l'Arxiu Nacional de Catalunya a elaborar i fer pública una llista dels tots els processos instruïts i de les sentències adoptades a partir del conjunt de disposicions legals que posaren les bases de la repressió franquista: Ban del 28 de juliol de 1946, el Decret del 31 d'agost de 1936, el Decret número 55 de l'1 de novembre de 1936, la Llei del 2 de març de 1943, la Llei del 18 d'abril de 1947, el Decret 1794/1960, del 21 de setembre, i el Decret llei 10/1975, del 26 d'agost.
L'organisme publicà el llistat de 66.644 persones físiques i 15 jurídiques afectades per procediments judicials militars franquistes. La relació inclou cognoms i nom de la persona represaliada, sexe, tipus de procediment (consell de guerra, diligències prèvies o similars), número de causa, data d'inici de la causa, data d'aprovació de la sentència o altra resolució, pena imposada i commutació o l'indult demanat. S'hi indiquen les persones que van ser executades.